# Zarafa (film)
Zarafa je francouzsko-belgický animovaný film z roku 2012, který režírovali Rémi Bezançon a Jean-Christophe Lie. Děj je volně inspirován příběhem o žirafě, kterou v roce 1826 daroval francouzskému králi Karlovi X. egyptský panovník Muhammad Alí Paša, a vypráví o přátelství mezi africkým chlapcem a žirafou Zarafou, kterou doprovází do Paříže. Snímek měl světovou premiéru na mezinárodním festivalu filmových komedií v Alpe-d'Huez dne 21. ledna 2012.

## Dabing postav
| Max Renaudin             | Maki                           |
| Simon Abkarian           | Hassan                         |
| François-Xavier Demaison | Malaterre                      |
| Vernon Dobtcheff         | starý mudrc (starý Maki)       |
| Thierry Frémont          | Joseph Moreno                  |
| Ronit Elkabetz           | pirátka Laskarina Bubulina     |
| Mostefa Stiti            | Muhammad Alí Paša              |
| Déborah François         | Zarafa                         |
| Mohamed Fellag           | Mahmoud                        |
| Roger Dumas              | král Karel X.                  |
| Philippe Morier-Genoud   | Étienne Geoffroy Saint-Hilaire |
| Clara Quilichini         | Soula                          |

## Ocenění
- César: nominace na nejlepší animovaný film
- Cena Annie: nominace na nejlepší režii animovaného filmu